# Drugi rząd Fouada Siniory
Drugi rząd Fouada Siniory – gabinet jedności narodowej Republiki Libańskiej, funkcjonujący w latach 2008–2009.

## Powstanie
W listopadzie 2007 roku prezydent Émile Lahoud zakończył swoją przedłużoną kadencję. Zgodnie z libańską konstytucją premier Fouad Siniora przejął obowiązki głowy państwa, aż do czasu wyboru nowego prezydenta. Parlament nie zdołał wybrać następcy gen. Lahouda podczas kilkunastu spotkań z powodu trwającego kryzysu gabinetowego.
W maju 2008 roku wybuchły walki między opozycyjnym Hezbollahem a siłami rządowymi. Powodem było zamknięcie i przejęcie przez rząd wewnętrznej linii telekomunikacyjnej tej partii oraz dymisja szefa bezpieczeństwa portu lotniczego w Bejrucie (sympatyka opozycji). W zamieszkach w kraju zginęło około 65 osób. Walki ustały po tym jak rząd wycofał się ze swoich wcześniejszych decyzji.
Dzięki wysiłkom Ligi Państw Arabskich, przedstawiciele libańskich stronnictw spotkali się w Dosze w Katarze, gdzie 21 maja, osiągnęli kompromis i podpisali tekst porozumienia, które zakładało wybór Michela Sulaimana na prezydenta oraz powołanie rządu jedności narodowej, wyrzeczenie się przez obie strony stosowania siły i przemocy oraz reformę systemu wyborczego. Zgodnie z procedurą, nowy prezydent musiał desygnować następnego premiera. 27 maja większość parlamentarna wysunęła Siniorę jako kandydata na premiera. Michael Sulaiman powierzył ustępującemu premierowi misję sformowania nowego rządu. Gabinet został sformowany 11 lipca 2008 r. Nowy rząd składał się z 30 ministrów (16 z Sojuszu 14 Marca, 11 opozycyjnych i 3 prezydenckich).

## Skład
| Stanowisko                                | Imię i nazwisko         | Wyznanie             | Powiązania                              |
| Premier                                   | Fouad Siniora           | Sunnita              | Strumień Przyszłości                    |
| Min. finansów                             | Mohammad Szatah         | Sunnita              | Strumień Przyszłości                    |
| Min. edukacji                             | Bahija Hariri           | Sunnitka             | Strumień Przyszłości                    |
| Sekretarz stanu                           | Chalid Kabbani          | Sunnita              | Strumień Przyszłości                    |
| Min. ekonomii i handlu                    | Mohammad Safadi         | Sunnita              | Blok Trypolijski                        |
| Min. kultury                              | Tammam Salam            | Sunnita              | niezależny, Sojusz 14 Marca             |
| Min. zdrowia                              | Mohammad Dżawad Chalife | Szyita               | Amal                                    |
| Min. przemysłu                            | Ghazi Zaajter           | Szyita               | Amal                                    |
| Min. spraw zagranicznych                  | Fawzi Salloukh          | Szyita               | Hezbollah                               |
| Min. pracy                                | Mohammed Fneisz         | Szyita               | Hezbollah                               |
| Sekretarz stanu ds. reformy administracji | Ibrahim Szams ad-Din    | Szyita               | niezależny                              |
| Sekretarz stanu                           | Ali Kansuh              | Szyita               | Syryjska Partia Socjal-Nacjonalistyczna |
| Min. robót publicznych i transportu       | Ghazi al-Aridi          | Druz                 | Socjalistyczna Partia Postępu           |
| Sekretarz stanu                           | Wael Abu Faour          | Druz                 | Socjalistyczna Partia Postępu           |
| Min. sportu i młodzieży                   | Talal Arslan            | Druz                 | Libańska Partia Demokratyczna           |
| Min. spraw wewnętrznych                   | Ziad Baroud             | Katolik-Maronita     | prezydent                               |
| Min. środowiska                           | Antoine Karam           | Katolik-Maronita     | Siły Libańskie                          |
| Min. turystyki                            | Elie Marouni            | Katolik-Maronita     | Kataeb                                  |
| Sekretarz stanu                           | Nassib Lahoud           | Katolik-Maronita     | Ruch Demokratycznej Odnowy              |
| Min. telekomunikacji                      | Dżubran Bassil          | Katolik-Maronita     | Wolny Ruch Patriotyczny                 |
| Min. spraw socjalnych                     | Mario Aoun              | Katolik-Maronita     | Wolny Ruch Patriotyczny                 |
| Wicepremier                               | Issam Abu Dżamra        | Prawosławny          | Wolny Ruch Patriotyczny                 |
| Min. obrony                               | Elias Murr              | Prawosławny          | prezydent                               |
| Min. sprawiedliwości                      | Ibrahim Nadżdżar        | Prawosławny          | Siły Libańskie                          |
| Min informacji                            | Tarek Mitri             | Prawosławny          | niezależny, Sojusz 14 Marca             |
| Min. rolnictwa                            | Elias Skaff             | Katolik-Melchita     | Blok Ludowy                             |
| Min. ds. uchodźców                        | Raymond Audi            | Katolik-Melchita     | niezależny, Sojusz 14 Marca             |
| Sekretarz stanu                           | Jussef Takla            | Katolik-Melchita     | prezydent                               |
| Min. energii i wody                       | Alain Tabourian         | Prawosławny Ormianin | Dasznak                                 |
| Sekretarz stanu                           | Jean Ogassapian         | Prawosławny Ormianin | Strumień Przyszłości                    |